# Список похороненных на Новодевичьем кладбище (Р)
Новодевичье кладбище является одним из самых известных некрополей Москвы. Оно было образовано в 1898 году вдоль южной стены Новодевичьего монастыря, где имеется дворянский некрополь XIX века. В советское время это было второе по значимости кладбище после некрополя у Кремлёвской стены. Многие могилы Новодевичьего кладбища являются объектами культурного наследия. В данной статье представлен список значимых людей, похороненных на Новодевичье кладбище, фамилии которых начинаются на букву «Р».

## Список
- Равенских, Борис Иванович (1912—1980) — главный режиссёр Малого театра, народный артист СССР; 9 уч. 5 ряд.
- Рагозин, Вячеслав Васильевич (1908—1962) — международный гроссмейстер (1950); 8 уч. 16 ряд
- Радзиевский, Алексей Иванович (1911—1979) — генерал армии, Герой Советского Союза, профессор, начальник Военной академии имени М. В. Фрунзе; 7 уч. лев.ст. 16 ряд
- Радлов, Николай Эрнестович (1889—1942) — живописец, график, карикатурист, художественный критик, профессор (1937); 2 уч. 27 ряд.
- Радциг, Сергей Иванович (1882—1968) — филолог-классик, переводчик, литературовед; 4 уч. 45 ряд.
- Разумный, Александр Ефимович (1891—1972) — кинорежиссёр, заслуженный деятель искусств РСФСР; колумбарий, в районе 7 уч. пр. ст. последнего ряда.
- Райзер, Давид Яковлевич (1904—1962) — министр строительства предприятий тяжёлой индустрии (1950—1953) и предприятий металлургической и химической промышленности (1954—1957) СССР; автор памятника Д. И. Народицкий; 8 уч. 21 ряд.
- Райкин, Аркадий Исаакович (1911—1987) — эстрадный и театральный актёр, режиссёр, художественный руководитель Театра «Сатирикон»; автор памятника Д. И. Народицкий; 10 уч. 4 ряд.
- Ракобольская, Ирина Вячеславовна (1919—2016) — начальник штаба 46-го Гв. Ночного Бомбардировочного Авиационного Полка «Ночные Ведьмы», физик, писатель; 4 уч. 35 ряд
- Расплетин, Александр Андреевич (1908—1967) — конструктор в области радиотехники и электроники, Генеральный конструктор НПО «Алмаз», академик АН СССР, лауреат Ленинской и Государственной премий СССР; автор памятника скульптор О. К. Комов; 6 уч. 27 ряд.
- Раушенбах, Борис Викторович (1915—2001) — физик-механик, специалист в области систем управления ракет и космических аппаратов, академик АН СССР; 10 уч. 6 ряд.
- Редькин, Андрей Михайлович (1900—1963) — министр судостроительной промышленности СССР (1956—1957); 8 уч. 28 ряд.
- Редькин, Андрей Петрович (1875—1966) — животновод, почётный академик ВАСХНИЛ (1956), Герой Социалистического Труда (1965); 6 уч. 33 ряд.
- Резниченко, Яков Терентьевич (1915—1969) — советский военачальник, вице-адмирал; 12 уч. 10 ряд.
- Рейтер, Макс Андреевич (1886—1950) — генерал-полковник; автор памятника А. Е. Елецкий; 3 уч. 62 ряд
- Ремизова, Александра Исааковна (1903—1989) — режиссёр, актриса, народная артистка РСФСР (1957); 2 уч. 10 ряд.
- Рерих, Юрий Николаевич (1902—1960) — профессор, востоковед, лингвист, филолог, искусствовед, этнограф, путешественник; сын Николая Рериха; 3 уч. 65 ряд рядом с монастырской стеной
- Реутов, Олег Александрович (1920—1998) — химик-органик, академик АН СССР (1964); 3 уч. 60 ряд.
- Ржевский, Владимир Васильевич (1919—1992) — учёный в области горной науки, академик АН СССР; 10 уч. 7 ряд.
- Рибопьер, Георгий Иванович (1854—1916) — общественный деятель и меценат спорта и олимпийского движения, Президент Московского императорского общества скачек, член МОК (1900—1913); 3 уч. 1 ряд
- Рихтер, Андрей Александрович (1871—1947) — физиолог и биохимик растений, академик АН СССР (1932) и ВАСХНИЛ (1935); 1 уч. 29 ряд.
- Рихтер, Святослав Теофилович (1915—1997) — пианист, народный артист СССР; 5 уч. 35 ряд.

- Рогинский, Сергей Васильевич (1901—1960) — генерал-лейтенант; 8 уч. 8 ряд.
- Рогов, Иван Васильевич (1899—1949) — генерал-полковник береговой службы; 4 уч. 18 ряд
- Родимцев, Александр Ильич (1905—1977) — генерал-полковник, дважды Герой Советского Союза; 9 уч. 2 ряд
- Родин, Алексей Григорьевич (1902—1955) — генерал-полковник танковых войск (1944), Герой Советского Союза (1943); 4 уч. 28 ряд
- Родионов, Владимир Михайлович (1878—1954) — химик-органик, академик АН СССР (1943); 3 уч. 60 ряд.
- Рожков, Иван Сергеевич (1908—1971) — геолог, член-корреспондент АН СССР (1960); 6 уч. 3 ряд.
- Розанов, Иван Никанорович (1874—1959) — литературовед, книговед, историк русской поэзии, профессор Московского университета (1918); брат академика М. Н. Розанова; 5 уч. 30 ряд
- Розмирович, Елена Фёдоровна (1886—1953) — партийный и государственный деятель, член РСДРП с 1904 года; колумбарий, 1 уч. справа от башни монастырской стены
- Романенко, Прокофий Логвинович (1897—1949) — генерал-полковник (1944); 4 уч. 18 ряд
- Романов, Борис Иванович — контр-адмирал; 4 уч.
- Романов, Михаил Фёдорович (1896—1963) — актёр театра и кино, главный режиссёр Киевского театра имени Леси Украинки, народный артист СССР; 8 уч. 32 ряд.
- Романов, Пантелеймон Сергеевич (1884—1938) — писатель, прозаик, драматург; 2 уч. 7 ряд.
- Романова, Зоя Георгиевна (1907—1987) — легкоатлетка, преподаватель, функционер, Заслуженный мастер спорта СССР (1942); колумбарий, 15 секция
- Романовский, Владимир Захарович (1896—1967) — генерал-полковник; 7 уч. пр.ст. 1 ряд
- Ромас, Яков Дорофеевич (1902—1969) — художник-маринист, действительный член АХ СССР; автор памятника Л. Е. Кербель; 7 уч. пр.ст. 7 ряд.
- Ромашов, Борис Сергеевич (1895—1958) — драматург; 5 уч. 21 ряд
- Ромм, Михаил Ильич (1901—1971) — кинорежиссёр, сценарист, профессор ВГИКа, народный артист СССР; 7 уч. пр. ст. 16 ряд.
- Россинский, Борис Илиодорович (1884—1977) — один из первых авиаторов России, Заслуженный пилот СССР; 8 уч. 28 ряд в районе Центральной аллеи
- Россолимо, Григорий Иванович (1860—1928) — невропатолог, психоневролог, профессор; 3 уч. 22 ряд
- Ростропович, Мстислав Леопольдович (1927—2007) — виолончелист, дирижёр, общественный деятель; 5 уч. 24 ряд у Центральной аллеи.
- Ротенберг, Евсей Иосифович (1920—2011) — историк искусства, доктор искусствоведения; колумбарий, новейшая территория
- Ротмистров, Павел Алексеевич (1901—1982) — Главный Маршал бронетанковых войск, Герой Советского Союза, доктор военных наук; 4 уч. 44 ряд.
- Рубакин, Николай Александрович (1862—1946) — книговед, библиограф; колумбарий, секция 1.
- Рубанюк, Иван Андреевич (1896—1959) — генерал-полковник; 5 уч. 38 ряд.
- Рубинштейн, Николай Григорьевич (1835—1881) — пианист, дирижёр, педагог, основатель Московской консерватории; перезахоронен из Данилова монастыря; 3 уч. 40 ряд. Памятник на могиле выполнили скульпторы В. П. Попандопуло, Е. А. Рудаков, архитектор И. Француз.
- Рубинштейн, Сергей Леонидович (1889—1960) — психолог, философ, член-корреспондент АН СССР; 8 уч. 1 ряд
- Руденко, Роман Андреевич (1907—1981) — Генеральный прокурор СССР, Главный обвинитель от СССР на Нюрнбергском процессе; 9 уч. 7 ряд.
- Руденко, Сергей Игнатьевич (1904—1990) — Маршал авиации, Герой Советского Союза, профессор, начальник Военно-воздушной академии имени Ю. А. Гагарина; автор памятника А. И. Газалиев; 11 уч. 2 ряд
- Руднев, Константин Николаевич (1911—1980) — министр приборостроения, средств автоматизации и систем управления СССР; 9 уч. 6 ряд.
- Руднев, Лев Владимирович (1885—1956) — архитектор; 1 уч. 44 ряд.
- Русинова, Нина Павловна (1895—1986) — актриса Театра имени Вахтангова, педагог, народная артистка РСФСР (1956); 2 уч. 21 ряд.
- Русланова, Лидия Андреевна (1900—1973) — певица, исполнительница народных песен; рядом с мужем В. В. Крюковым; автор памятника Ю. Л. Чернов; 5 уч. 36 ряд.
- Рутковский, Вячеслав Степанович (1885—1968) — военный лётчик, Георгиевский кавалер; [130]-6-4.
- Руфанов, Иван Гурьевич (1884—1964) — хирург, академик АМН СССР; 6 уч. 7 ряд
- Рыбаков, Анатолий Михайлович (1919—1962) — кинорежиссёр; 8 уч. 17 ряд.
- Рыбалко, Павел Семёнович (1894—1948) — Маршал бронетанковых войск, дважды Герой Советского Союза; автор памятника Е. В. Вучетич; 1 уч. 42 ряд
- Рыбников, Николай Николаевич (1879—1956) — актёр Малого театра, киноактёр, народный артист РСФСР (1937); 2 уч. 16 ряд.
- Рыжов, Александр Иванович (1895—1950) — генерал-лейтенант, Герой Советского Союза; 4 уч. 21 ряд
- Рыжов, Андрей Иванович (1903—1968) — военный комиссар, полковник, Герой Советского Союза (1965); 7 уч. пр.ст. 4 ряд
- Рыжов, Николай Иванович (1900—1986) — актёр Малого театра, народный артист СССР; 8 уч. 27 ряд в районе Центральной аллеи.
- Рыжова, Варвара Николаевна (1871—1963) — актриса Малого театра, народная артистка СССР; 8 уч. 27 ряд в районе Центральной аллеи.
- Рыклин, Григорий Ефимович (1894—1975) — фельетонист, журналист, главный редактор журнала «Крокодил» (1938—1948); колумбарий, секция 134-41-4
- Рындин, Вадим Фёдорович (1902—1974) — театральный художник, главный художник Большого театра, народный художник СССР (1962), действительный член АХ СССР (1964); 7 уч. лев.ст. 9 ряд.
- Рюриков, Борис Сергеевич (1909—1969) — главный редактор «Литературной газеты» (1953—1955) и журнала «Иностранная литература» (1963—1969); 7 уч. пр.ст. 7 ряд
- Рябова, Екатерина Васильевна (1921—1974) — лётчица, штурман эскадрильи, гвардии старший лейтенант, Герой Советского Союза; автор памятника А. Е. Елецкий; 3 уч. 60 ряд
- Рябчиков, Дмитрий Иванович (1904—1965) — химик, геохимик, член-корреспондент АН СССР; 8 уч. 42 ряд
- Рязанов, Эльдар Александрович (1927—2015) — кинорежиссёр, сценарист, поэт, драматург, педагог, народный артист СССР (1984); 10 уч. 1 ряд
- Рянгина, Серафима Васильевна (1891—1955) — художник-живописец, заслуженный деятель искусств РСФСР (1955); 1 уч. 20 ряд.